# Narkatiaganj
Narkatiaganj is een notified area in het district Pashchim Champaran van de Indiase staat Bihar. 

## Demografie
Volgens de Indiase volkstelling van 2001 wonen er 40.830 mensen in Narkatiaganj, waarvan 54% mannelijk en 46% vrouwelijk is. De plaats heeft een alfabetiseringsgraad van 59%. 